# Галагаз євразійський
Галага́з євразі́йський (Tadorna tadorna) — водоплавний птах роду Галагаз родини Качкових. Належить до групи так званих земляних качок. В Україні — гніздовий, перелітний, зимуючий вид приморських районів; залітний на решті території. Належить до мисливських птахів.

## Таксономія та назва
Галагаз звичайний — типовий вид роду Галагаз (Tadorna), один із 7 його видів  [Архівовано 30 грудня 2013 у Wayback Machine.].
В оглядах птахів України назву виду звичайно наводять як родову назву без означення, оскільки інший відомий в Україні вид цього роду — Tadorna ferruginea раніше відносили до окремого роду Casarca (або підроду Casarca в межах роду Tadorna), вернакулярною назвою була назва Огар. Історія з використанням назви «Casarca» складна та охоплює період визнання назви «Tadorna casarca (Lin.)» як валідної для Tadorna ferruginea («огар»), а також вернакулярної української назви «Казарка» для роду Branta Scopoli, 1769.
Означення «звичайний» для типового виду відповідає біномену і поширеним назвам в інших мовах (наприклад, англ. Common Shelduck). В оглядах фауни України таку назву вжито, зокрема, у довіднику «Наземні хребетні України та їх охоронні категорії».

## Морфологічні ознаки
Досить велика за розміром качка — маса тіла 0,9—1,6 кг, довжина тіла 58—71 см, розмах крил 110—123 см. Легко відрізняється від інших качок строкатим забарвленням. У самця в шлюбному вбранні голова, верх шиї, зовнішні плечові пера і смуга посередині грудей та черева чорні; голова і шия з зеленим металічним полиском; через воло і передню частину спини проходить широке каштаново-руде кільце. «Дзеркальце» зелене, першорядні махові пера чорні. Інше оперення біле. Дзьоб червоний, основа верхньої щелепи з характерним виростом; ноги рожеві. У позашлюбному вбранні виросту на основі верхньої щелепи нема; оперення голови і шиї без металічного полиску; пір'я біля основи дзьоба біле.
Доросла самиця подібна до позашлюбного дорослого самця. Молодий птах зверху сірувато-бурий; лоб, щоки, передня частина шиї, груди і черево білі; дзьоб і ноги сірувато-жовті.

## Поширення та місця існування
Галагаз поширений спорадично від Скандинавського півострова та Середземномор'я на заході до Ірану, Монголії та північного Китаю на сході. Гніздова область розташована переважно у зоні степів та пустель. Майже скрізь галагаз є перелітним птахом, за винятком Британських островів, а також Туркменістану та Ірану. Зимує на узбережжі Північного моря, Британських островів, Біскайської затоки, Середземного моря, в Месопотамії, центральних частинах Індостану, в Бірмі.
На місцях гніздування дотримується солонуватих озер, особливо розташованих поблизу від піщаних бугрів або кам'янистих осипів, зручних для побудови гнізда.

## Чисельність
Чисельність в Європі оцінюється в 42—65 тис. пар, в Україні — 1400—1700 пар.

## Річний цикл

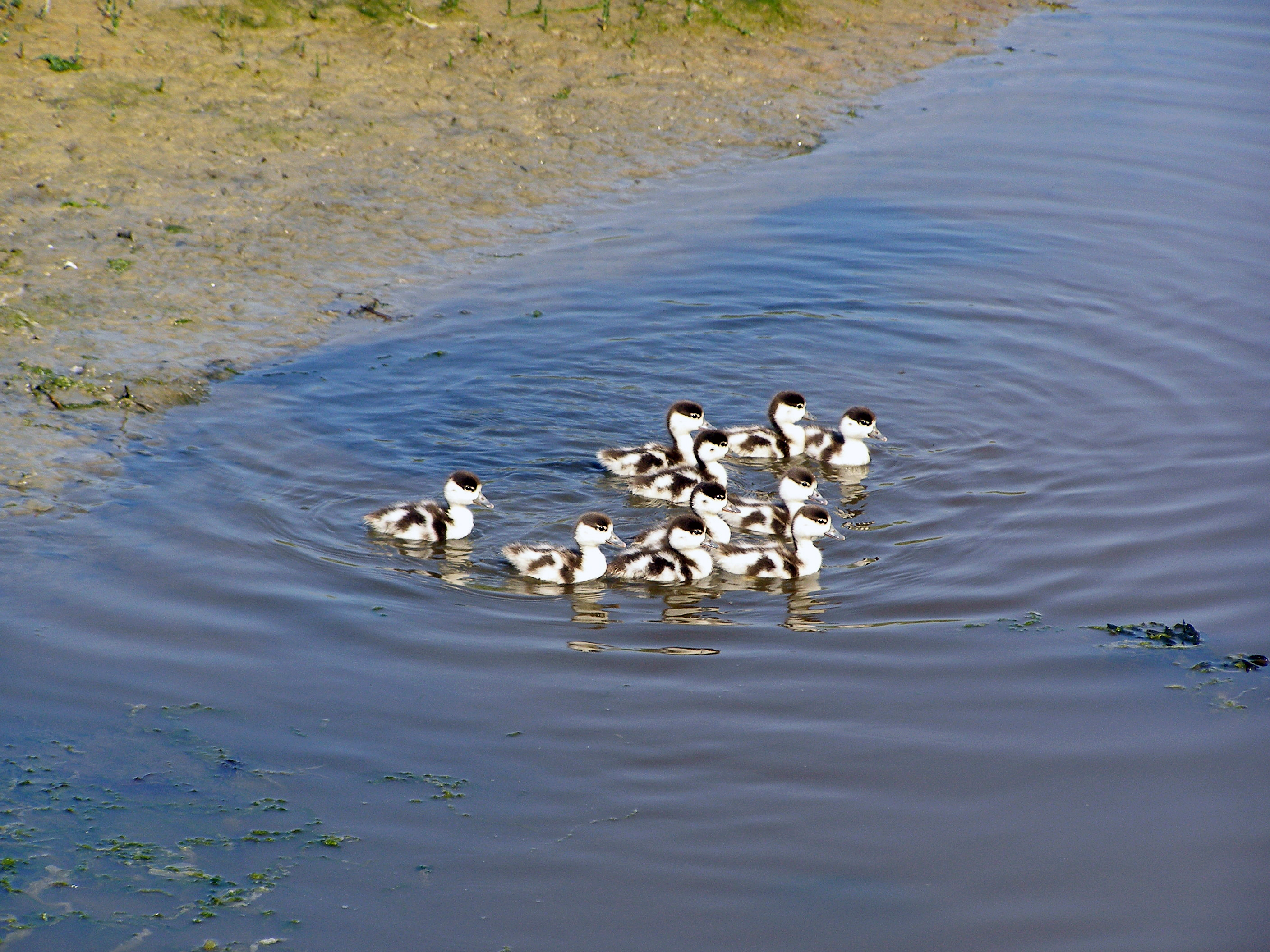
Пухові пташенята

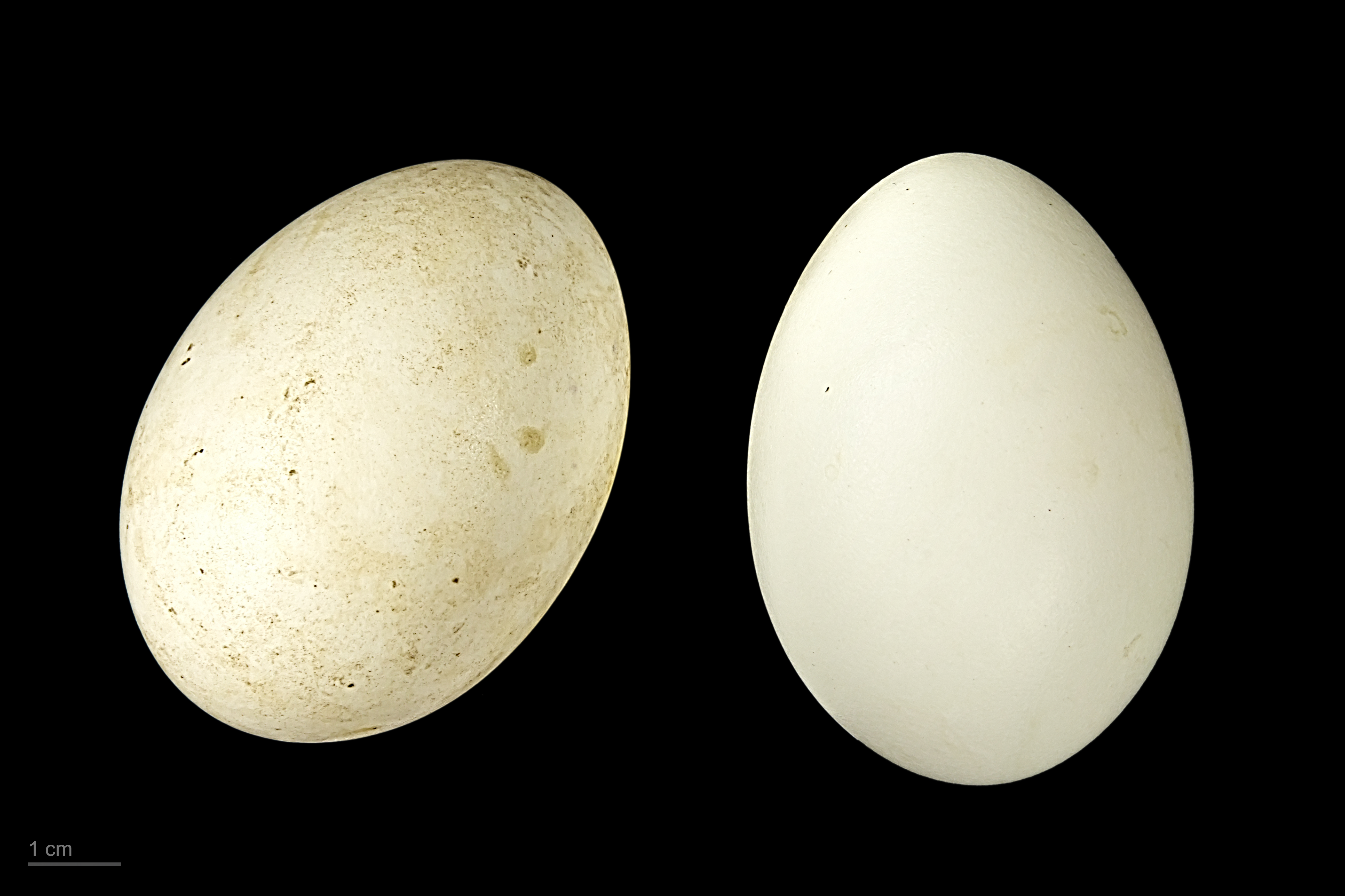
яйце Tadorna tadorna — Тулузький музей

Моногамні птахи. Тримають парами цілорічно. Навесні на місцях гніздування з'являються рано, з першими проталинами. Гніздо розміщує найчастіше в норах корсаків, борсуків, бабаків завглибшки до 3—4 м. Інколи робить нори в берегових урвищах. Гнізда можуть бути розміщені близько одне від одного, у деяких складних норах лисиць одночасно може гніздитись від 2 до 5 самок. Гніздо роблять із стебел та листя різних рослин, частіше за все злаків та рясно вистилається пухом, який самиця вищипує у себе на грудях та череві. Кладка з 6—18,частіше 8—9 яєць молочно-білого кольору, інколи з легким оливковим відтінком. Насиджує кладку тільки самиця протягом 29—31 днів. Залишаючи гніздо, прикриває яйця пухом. Пташенята виводкові, гніздо залишають самостійно. Повний розвиток молодих відбувається протягом 2 місяців.
Статева зрілість настає на другому році життя.
Линяння двічі протягом року (літнє та передшлюбне). Під час літнього линяння галагази збираються на великих морських озерах та лиманах, утворюючи зграї до декількох сотень, а інколи тисяч птахів.

## Живлення
Живляться переважно тваринною їжею: ракоподібними, личинками комах, молюсками, інколи сараною та іншими наземними безхребетними. В окремі сезони вживають і рослинну їжу, переважно водорості.